# Дмитриев, Михаил Александрович
Михаил Александрович Дмитриев (23 мая [3 июня] 1796, село Богородское (ныне — с. Троицкое), Симбирская губерния — 5 [17] сентября 1866, Москва) — русский поэт, критик, переводчик, мемуарист; племянник И. И. Дмитриева.

## Биография
Рано осиротел; уже в два года остался на руках матери и деда Александра Алферьевича Пиля — брата иркутского генерал-губернатора Ивана Алферьевича Пиля. Затем воспитывался родственниками в Симбирске и Москве. Уже в 9 лет он был записан в Московский архив Коллегии иностранных дел актуариусом, а через год именным указом был уволен в отпуск до окончания ученья.
С начала 1811 года учился в Московском университетском Благородном пансионе и, не оставляя ученья явился на службу и 19 декабря 1811 года был назначен уже переводчиком Коллегии. В июне 1812 года выдержал экзамен для поступления на словесное отделение Московского университета и получил отпуск к родным, откуда вернулся в послепожарную Москву только в июне 1813 года. Слушал лекции на этико-политическом и словесном факультетах Московского университета, а также курс физики, как своекоштный студент. Продолжая службу архиве Коллегии иностранных дел, в 1815 году окончил университетский курс, хотя аттестат действительного студента им был получен только 12 июня 1817 года; а до этого, 31 декабря 1814 года он был произведён в титулярные советники.
Ещё с 1812 года был знаком с Н. М. Карамзиным. Живя в 1815—1820 годы в доме И. И. Дмитриева, познакомился с В. А. Жуковским, П. А. Вяземским, Д. В. Давыдовым, А. Ф. Воейковым, В. Л. Пушкиным, В. В. Измайловым, Д. В. Дашковым. В писательской среде современников получил не только признание, но и шутливо-обидное прозвище «Лжедмитриев».
Организовал в подражание литературному обществу «Арзамас» литературное «Общество громкого смеха» (1816—1820), в котором участвовал среди прочих С. Е. Раич. С середины 1820-х годов сблизился с кругом С. Т. Аксакова, М. Н. Загоскина, А. И. Писарева, Ф. Ф. Кокошкина.
По просьбе дяди И. И. Дмитриева, у которого он жил, 19 августа 1821 года он был пожалован в камер-юнкера.
В 1825 году прекратил службу в Московском архиве Коллегии иностранных дел. Был чиновником особых поручений при московском генерал-губернаторе, затем судьёй Московского надворного суда, занимал другие должности. Камергер с 8 марта 1831 года.
С 31 декабря 1839 года он уже действительный статский советник и занимал должность обер-прокурора VII-го департамента Сената, а с 3 июля 1843 года стал заведующим делами общих собраний московского Сената.
Вышел в отставку 25 февраля 1847 года. Умер в Москве и был похоронен в Даниловом монастыре, могила не сохранилась.

## Литературная деятельность
Дебютировал в печати переводом с французского языка жизнеописания «Младший Плиний» в сборнике «В удовольствие и пользу» (ч. 2, 1811). Состоял членом-сотрудником (с 1816), действительным членом (с 1820) Общества любителей российской словесности. В 1824 избран членом Вольного общества любителей российской словесности.
Стихи и статьи публиковал в «Трудах Общества любителей российской словесности», в журналах «Вестник Европы» и «Сын отечества», участвовал в альманахе А. А. Бестужева и К. Ф. Рылеева «Полярная звезда» (на 1824 год). Переводил стихотворения Ф. Шиллера, Ж. Делиля, басни Ж. П. Флориана.
Известность принесли литературно-критические выступления против понимания Вяземским романтизма и народности (1824), затем против высокой оценки Н. А. Полевым комедии А. С. Грибоедова «Горе от ума» (1825), критический разбор 4-й и 5-й глав романа А. С. Пушкина «Евгений Онегин» (1828).
С конца 1820-х годов элегии, оды, басни, псалмы, эпиграммы, также рецензии и статьи на религиозно-философские темы печатал в журналах «Московский вестник», «Атеней», позднее с начала 1840-х — в журнале «Москвитянин». Был литературным противником В. Г. Белинского и объектом критики Н. А. Добролюбова.
В 1830 году выпустил первый сборник «Стихотворения» (Ч. 1, Ч. 2), в который помимо элегий, басен, переложений псалмов вошли переводы Шиллера, Гёте, Маттисона. Автор пародийных перепевов баллад Жуковского «Двенадцать сонных статей» (сатира на Каченовского и Сенковского), «Новая Светлана» (сатира на Полевого), «Петербуржская Людмила» (сатира на Краевского и Белинского)
Творческими удачами Дмитриева-переводчика считаются переводы Горация «Наука поэзии, или Послание к Пизонам» (1853) и «Сатиры Квинта Горация Флакка» (1858).
В 1865 году вышел ещё один двухтомный сборник стихотворений М. А. Дмитриева (Ч. 1, Ч. 2).
Его мемуарная книга «Мелочи из запаса моей памяти» (отдельное издание 1854; 2-изд. — М., 1869. — 299 с.) даёт ценную картину московского литературного быта первой трети XIX века. Им были изданы также записки его дяди И. И. Дмитриева «Взгляд на мою жизнь».

### Избранные сочинения
Источник — Электронные каталоги РНБ
- Дмитриев М. А. Воспоминание о Семёне Егоровиче Раиче. — М., 1855. — 15 с. — (Перепеч. из «Моск. ведомостей». — 1855. — № 141).
- Дмитриев М. А. Московские элегии. — М.: Тип. В. Готье, 1858. — 62 с.
  - Дмитриев М. А. Мелочи из запаса моей памяти // Московские элегии : Стихотворения. Мелочи из запаса моей памяти. — М.: Московский рабочий, 1985. — С. 141—302. — 317 с. — (Московский Парнас). — 100 000 экз.
- Дмитриев М. А. На битву 27-го августа. — М.: Унив. тип., 1855. — [6] с. — (Из «Моск. вед.» — 1855. — № 121).
- Дмитриев М. А. Ода на восшествие на престол его императорского величества государя императора Александра Второго. — М.: Унив. тип., 1855. — 7 с. — (Из «Моск. вед.» — 1855. — № 42).

## Адреса
В первой половине 1820-х годов жил в доме Грязновой у храма Николы в Плотниках (Плотников переулок). Здесь на его обедах бывали Михаил Загоскин и другие литераторы.

## Семья
Был трижды женат и имел детей от каждого брака:
- Наталья Михайловна Быкова (1802—1822)
  - Михаил (1822—?)
- Анна Федоровна Вельяминова-Зернова (1801—1832)
  - Фёдор (1829—1894)
  - Александр (1830—1869)
  - Валериан (1832—1833)
- Елизавета Михайловна Анитова (1811—1902)
  - Софья (1836—1888); была замужем за Вадимом Николаевичем Насакиным (1833—1880); у них родились дети:
    - Николай (1867 — после 1917)
    - Сергей (1868—1907)
    - Михаил (1869—1919)
    - Елизавета (1870-?)